# 伊藤長兵衛 (六代)
六代目伊藤 長兵衛（いとう ちょうべえ、1833年 - 1894年）は、日本の実業家。初代初代伊藤忠兵衛は弟にあたる。

## 来歴
1833年に近江国豊郷村（現・滋賀県犬上郡豊郷町）に生まれる。幼名は万次郎。父は五代目伊藤長兵衛。生家は代々「紅長」の屋号で繊維品の小売を行っていた。1858年5月に初代忠兵衛とともに堺・紀伊へ行商に赴いた。弟との二人三脚で長兵衛は紅長で商品の仕入に携わり、全国への行商は初代忠兵衛が受け持った。後に長兵衛は筑前国博多新川端に伊藤長兵衛商店を開店する。次女のやすを店に奉公していた若林長次郎と婚姻させて、長次郎に七代目伊藤長兵衛を襲名させた。